# 2006中国瀋陽世界園芸博覧会
中国瀋陽世界園芸博覧会（ちゅうごくしんようせかいえんげいはくらんかい）は、中華人民共和国、遼寧省瀋陽市北東郊外で2006年5月1日から10月31日まで開催された国際園芸博覧会である。

## 概要

### 詳細
- 所在:瀋陽市沈河区北三経街9号
- 主催:遼寧省人民政府、中華人民共和国建設部(CIN)、中華人民共和国商務部(MOF)、中華人民共和国国家旅遊局(CNTA)、中国国际貿易促进委員会(CCPIT)、中国花卉協会
- 協力:中国風景園林学会、中国公園協会
- 面積:246ha
- 区分:小規模国際博と大規模国内博の組み合わせ（A2+B1：A2=会期3週間以内の国際博、B1=会期6か月以内の国内博）

## 園芸博覧会後
園芸博覧会後、この博覧会サイトは瀋陽市棋盤山国際観光区内の世界園芸博覧会景観区になっている。